# Vapheio
Vapheio of Vaphio, Vafio (Grieks : Βάφειο), was een prehistorische nederzetting met Minoïsche achtergronden uit de 15e eeuw v.Chr. en is thans een archeologische site in Laconië, aan de rechteroever van de Eurotas gelegen, in de onmiddellijke nabijheid van Amyklai en een zevental kilometers ten zuiden van het oude Sparta. Vapheio is bekend vanwege het bijenkorfgraf dat in 1888 door Grieks archeoloog Christos Tsountas werd opgegraven en waar naast talloze andere kostbaarheden de fameuze gouden bekers afkomstig uit de Kretenzische Bronstijd werden gevonden.

## Archeologische vondsten
Het bijenkorfgraf (ook tholosgraf) was boven op een heuvel gebouwd en bestond uit een ommuurde toegangsweg van ongeveer 32 meter die naar een koepelvormige kamer van 10,35 meter diameter leidde. Het eigenlijke graf was onder de vloer uitgehouwen en bleek geplunderd, maar er was nog een diepere grafschacht. Daar trof Tsountas het skelet van een vrouw, waar nu bijna niets van over is, en dat hij "De prins van Vapheio" noemde. Het is niet geweten of het om een koningin of priesteres of andere belangrijke dame ging, maar de grafgiften doen een bijzonder hoge sociale status vermoeden. Om het skelet heen lagen parfumflacons, een spiegel, dolken, messen, jachtwerpsperen, bijlen, een groot aantal edelstenen, ametistkralen en een oorprikker, daarnaast twee bekers in gedreven goud elk met reliëftaferelen van het stieren temmen. Er waren behalve de sieraden ook albasten kruiken, amberen kralen, dolken met ingelegd gouddraad, zilveren schalen, en een bijl van het Syrische type.
De gouden, zilveren, bronzen, ijzeren, loden, amberen en kristallen voorwerpen, waaronder veel zegels en ringen, vertonen qua stijl en onderwerpkeuze dusdanig sterke raakpunten met contemporaine Kretenzische glyptiekkunst, dat het volgens J.T. Hooker onmogelijk uit te maken is of zij uit Kreta werden geïmporteerd, dan wel ter plaatse vervaardigd.

### Vapheiobekers
De fijnste grafgiften zijn nog wel een paar bekers in gedreven goud die de overledene in de handen hield, met in reliëf enerzijds taferelen van het in netten vangen van wilde stieren en anderzijds hun domesticatie (misschien voor het stierenspringen dat op festivals in Kreta werd beoefend). De Vapheiobekers gelden als topstukken van Minoïsche kunst voor wat daarvan bewaard is. Sir Kenneth Clark zei hierover dat zelfs op zulke ver geëvolueerde kunstwerken "de mannen onbetekenend zijn vergeleken bij de kolossale stieren". De kwaliteit van de bewerking plaatst ze in de lijst van meest frappante beeldvoorstellingen uit de Griekse Bronstijd..
Van de Vapheiobekers wordt algemeen aangenomen, dat ze niet ter plaatse zijn vervaardigd, maar geïmporteerd uit Kreta, dat in die tijd ver voor lag op het Griekse vasteland inzake kunstzinnige ontwikkeling. Ook C. Michael Hogan vindt hierin een Kretenzische connectie terug, omdat schilderingen van aanvallende stieren een beeld oproepen dat ook in het Paleis van Knossos is terug te vinden.
De voorwerpen uit het bijenkorfgraf zijn overgedragen aan het Nationaal Archeologisch Museum van Athene.
Het graf, dat waarschijnlijk tot het territorium van Amyclai behoorde, eerder dan tot dat van Pharis (Sparta), zoals algemeen beweerd wordt, is thans bijna geheel vernield. De dorpelingen gebruikten stenen ervan voor eigen bouwwerk.

## Vapheio in de Klassieke periode
In de Klassieke periode (ca. 500–323 v. Chr.) torende een negen meter hoog beeld van Apollon hier van boven de cultusplaats in Amýklai uit. Er waren ter ere van deze tweelingbroer van Artemis alfresco festivals zoals de Hyakinthia, die sterke overeenkomsten vertonen met de Heleneia, het festival gewijd aan de oergodin Helena.